# スケール不変性
スケール不変性（スケールふへんせい、英: scale invariance）とは、対象のスケールを変えてもその特徴が変化しない性質のことである。

## 定義
観測対象 F について、任意のスケール変換 x → λx に対し次の性質を満たす定数 μ が存在することである。μ が整数の場合は、μ-次の斉次函数である。
{\displaystyle F(\lambda \,x)=\lambda ^{\mu }F(x).}
任意のスケールに対してではなく、1つあるいは複数の特定のスケール λk に対してのみスケール不変性が成り立つ場合を離散的スケール不変性という。

## 例
スケール不変性を満たす解の1つとしてべき乗則が挙げられる。
{\displaystyle F(x)=c\,x^{\alpha }}
証明
{\displaystyle {\begin{aligned}F(\lambda x)&=c\,(\lambda x)^{\alpha }\\&=\lambda ^{\alpha }\,F(x)\end{aligned}}}